# Graphidipus aureocapitaria
Graphidipus aureocapitaria là một loài bướm đêm trong họ Geometridae.